# 방은진
방은진(方銀振, 1965년 8월 5일 ~ )은 대한민국의 배우이자 영화 감독이다. 제1대 강원영상위원회 위원장이다.

## 생애
1989년, 연극 《처제의 사생활》에 출연하면서 배우로 데뷔하였다. 연극계에서 활동하다 1994년 임권택 감독의 영화 《태백산맥》을 통해 영화계로 진출하였다. 2004년 《파출부, 아니다》로 영화 감독 데뷔를 하였으며 2005년 영화 《오로라 공주》는 첫 상업 영화 연출작으로서, 비평과 흥행 모두 성공적인 평가를 받았다.

## 학력
- 영동여자고등학교
- 국민대학교 조형대학의상디자인학과 (학사)
- 중앙대학교 첨단영상대학원 영화제작 (석사)

## 연기 작품

### 연극
- 1989년 《처제의 사생활》

### 영화
- 1991년 《젊은 날의 초상》 ... 김양 역
- 1994년 《태백산맥》 ... 외서댁 역
- 1995년 《삼공일 삼공이》 ... 송희 역
- 1996년 《맥주가 애인보다 좋은 일곱가지 이유》 ... 가발 디자이너 역
- 1996년 《학생부군신위》 ... 금단 역
- 1996년 《너희가 재즈를 믿느냐?》 ... 아내 역
- 1997년 《산부인과》 ... 부인과 의사 혜석 역
- 1998년 《파란 대문》 ... 떠나는 창녀 역(특별출연)
- 1999년 《이재수의 난》 ... 고삼봉 처 역(특별출연)
- 1999년 《장롱》
- 2000년 《구멍》 ... 미장원 여인 역
- 2001년 《잎새》 ... 관찰관 역
- 2001년 《수취인불명》 ... 창국 모 역
- 2002년 《스물넷》 ... 미영 역
- 2002년 《로드무비》 ... 정인 역
- 2002년 《묻지마 패밀리》 ... 키스에 미친 유부녀 역
- 2003년 《비디오를 보는 남자》 ... 혜정 역
- 2008년 《여기보다 어딘가에》 ... 공항 안내방송 역(특별출연)
- 2008년 《가벼운 잠》 ... 주고 엄마 역(우정출연)
- 2008년 《미쓰 홍당무》 ... 종철의 아내, 성은교 역
- 2009년 《키친》 ... 요리 평론가 역(특별출연)
- 2021년 《자산어보》 ... 창대 모 역

### 텔레비전 드라마
- 1998년 KBS1 《목마들의 언덕》
- 2000년 SBS 《왕룽의 대지》
- 2000년 KBS2 《바보같은 사랑》 ... 영숙 역
- 2009년 KBS2 《솔약국집 아들들》 ... 윤정옥 역
- 2019년 tvN 《사랑의 불시착》 ... 한정연 역
- 2024년 tvN 《비밀은 없어》 ... 김정헌의 어머니 역 (특별출연)

### 방송
- 1997년 KBS1 《TV는 사랑을 싣고》 ... 게스트

## 영화 활동

### 연출 작품
- 2004년 《파출부, 아니다》
- 2005년 《오로라 공주》
- 2007년 《날아간 뻥튀기》
- 2008년 《시선 1318》
- 2008년 《진주는 공부중》
- 2008년 《네번째 시선》
- 2012년 《용의자 X》
- 2013년 《집으로 가는 길》
- 2017년 《메소드》

### 각색 작품
- 2015년 《장수상회》

## 경력
- 2004년 서울예술대학 영화과 겸임교수
- 2006년 제7회 전주국제영화제 경쟁부문 인디비전 심사위원
- 2009년 제11회 서울국제청소년영화제 심사위원
- 2010년 제9회 미쟝센 단편 영화제 심사위원회 위원장
- 2010년~ 성신여자대학교 융합문화예술학부 미디어영상연기학과 전임교수
- 2013년 BBB KOREA 명예홍보대사
- 2017년~ 강원영상위원회 위원장
- 2019년~ 평창국제평화영화제(전 평창남북평화영화제) 집행위원장

## 수상
- 1992년 제16회 서울연극제 연기상
- 1993년 백상예술대상 신인연기상
- 1995년 제6회 춘사대상영화제 여우주연상 《301 302》
- 1995년 제16회 청룡영화상 여우주연상 《301 302》
- 1996년 제16회 한국영화평론가협회상 여우주연상 《301 302》
- 2002년 제39회 대종상 여우조연상 《수취인불명》
- 2005년 제6회 여성영화축제 올해의 여성영화인상 《오로라 공주》
- 2005년 제25회 한국영화평론가협회상 신인감독상 《오로라 공주》
- 2006년 제29회 황금촬영상 신인감독상 《오로라 공주》

## 저서
- 《라마야 기다려 (네가 기다려준, 내가 기다려온 우리가 함께한 시간)》 (북하우스) 2015년 2월 ISBN 978-89560593-6-5
- 《메소드 (완벽, 그 이상의 스캔들)》 (arte) 2017년 11월 ISBN 978-89509725-5-4

역서
- 《스크린 연기의 비밀》 (시공사) 1999년 8월 ISBN 978-89527011-8-3

공저
- 《내 인생의 영화》 (씨네21) 2011년 7월 ISBN 978-89843148-4-9
- 《인생에서 조금 더 일찍 알았으면 좋았을 것들 (우리 시대 여성 멘토 15인이 젊은 날의 자신에게 보내는 응원의 편지)》 (글담출판사) 2011년 11월 ISBN 978-89928144-4-7